# Кошо (јапански цар)
Кошо (孝昭天皇, Kōshō-tennō); познат и као Мимацухикокаешине но Микото; био је пети цар Јапана. Сматра се да је владао од 475. до 393. п. н. е.

## О владару
Данашњи истраживачи сумњају у постојаност девет царева Јапана, укључујући и Кошоа, па их класификују у тз. митолошке цареве, све до Суџина након чега долазе владари са чвршћим доказима постојања. Име Кошо је постхумно име које се јапанском обичају додељује после смрти.
У записима Коџики и Нихон шоки остало је сачувано име и генелогија владара. Верује се да је био најстарији син цара Итокуа и мајке Аманотојотоцу која је била ћерка Окишимими но ками. Иако нема јачих доказа да је овај владар заиста владао, Јапанци су традиционално прихватили његово постојање одржавајући место које се сматра његовим гробом (царски мисасаги).
Цар Кошо је био најстарији син цара Итокуа. Џиен, јапански песник, писац и будистички монах из 12. века оставио је запис да је Кошо владао из палате Икекокоро но мија у месту Ваки но ками које ће касније бити део Јамато провинције.
Кошо је постхумно име. Ипак сугерише се да је то име изведено из кинеске форме и може се повезати са будизмом који је касније дошао у Јапан, што говори да је тај назив додељен доста касније, вероватно у време када је Коџики написан.
Право место где је сахрањен цар Кошо ни данас није познато па се уместо тога традиционално поштује у шинтоистичком храму (мисасаги) Нари. Тамо је и његов званични маузолејум Вакигами но Хаката но јама но е но мисасаги.